# Molde Fotballklubb 1986
Questa voce raccoglie le informazioni riguardanti il Molde Fotballklubb nelle competizioni ufficiali della stagione 1986.

## Rosa
| N. |                     | Ruolo | Calciatore           |
| -- | ------------------- | ----- | -------------------- |
|    | Norvegia (bandiera) | P     | Inge Bratteteig      |
|    | Norvegia (bandiera) | P     | Pål Espen Husøy      |
|    | Norvegia (bandiera) | D     | Knut Hallvard Eikrem |
|    | Norvegia (bandiera) | D     | Tor Hagbø            |
|    | Norvegia (bandiera) | D     | Åge Hareide          |
|    | Norvegia (bandiera) | D     | Harry Hestad         |
|    | Norvegia (bandiera) | D     | Odd Ivar Moen        |
|    | Norvegia (bandiera) | D     | Stein Olav Hestad    |
|    | Norvegia (bandiera) | D     | Ulrich Møller        |

| N. |                     | Ruolo | Calciatore       |
| -- | ------------------- | ----- | ---------------- |
|    | Norvegia (bandiera) | D     | Geir Sperre      |
|    | Norvegia (bandiera) | C     | Marvin Arnesen   |
|    | Norvegia (bandiera) | C     | Børre Bjørsvik   |
|    | Norvegia (bandiera) | C     | Geir Malmedal    |
|    | Norvegia (bandiera) | C     | Kjetil Rekdal    |
|    | Norvegia (bandiera) | C     | Ole Erik Stavrum |
|    | Norvegia (bandiera) | A     | Jan Berg         |
|    | Norvegia (bandiera) | A     | Johan Høgset     |
|    | Norvegia (bandiera) | A     | Rune Ulvestad    |

## Risultati

### Campionato

#### Girone di andata
| Hamar 27 aprile 1986 | HamKam | 1 – 1 | Molde | Briskeby Gressbane |

| Grimstad 4 maggio 1986 | Molde | 0 – 4 | Start | Levermyr Stadion |

| Drøbak 8 maggio 1986 | Kongsvinger | 0 – 0 | Molde | Seiersten Stadion |

| Bergen 11 maggio 1986 | Molde | 2 – 0 | Viking | Brann Stadion |

| Nedre Eiker 18 giugno 1986 | Mjøndalen | 2 – 0 | Molde | Nedre Eiker Stadion |

| Molde 19 maggio 1986 | Molde | 1 – 4 | Strømmen | Molde Stadion |

| Trondheim 13 agosto 1986 | Rosenborg | 1 – 1 | Molde | Lerkendal Stadion |

| Molde 31 maggio 1986 | Molde | 1 – 2 | Vålerengen | Molde Stadion |

| Tromsø 7 giugno 1986 | Tromsø | 0 – 2 | Molde | Valhall Stadion |

| Molde 14 giugno 1986 | Molde | 1 – 3 | Bryne | Molde Stadion |

| Lillestrøm 26 giugno 1986 | Lillestrøm | 3 – 0 | Molde | Åråsen Stadion |

#### Girone di ritorno
| Molde 3 agosto 1986 | Molde | 2 – 2 | HamKam | Molde Stadion |

| Mo i Rana 10 agosto 1986 | Start | 1 – 0 | Molde | Sagbakken Stadion |

| Molde 17 agosto 1986 | Molde | 0 – 2 | Kongsvinger | Molde Stadion |

| Stavanger 24 agosto 1986 | Viking | 0 – 2 | Molde | Stavanger Stadion |

| Molde 31 agosto 1986 | Molde | 2 – 2 | Mjøndalen | Molde Stadion |

| Bodø 7 settembre 1986 | Strømmen | 1 – 4 | Molde | Aspmyra Stadion |

| Molde 14 settembre 1986 | Molde | 1 – 0 | Rosenborg | Molde Stadion |

| Oslo 27 settembre 1986 | Vålerengen | 2 – 3 | Molde | Bislett Stadion |

| Molde 5 ottobre 1986 | Molde | 1 – 1 | Tromsø | Molde Stadion |

| Bryne 12 ottobre 1986 | Bryne | 1 – 3 | Molde | Bryne Stadion |

| Molde 19 ottobre 1986 | Molde | 0 – 1 | Lillestrøm | Molde Stadion |

### Coppa di Norvegia
|  | Træff | 0 – 5 | Molde |  |

|  | Molde | 1 – 0 | Åndalsnes |  |

|  | Hødd | 2 – 0 | Molde |  |